# 警察用航空機

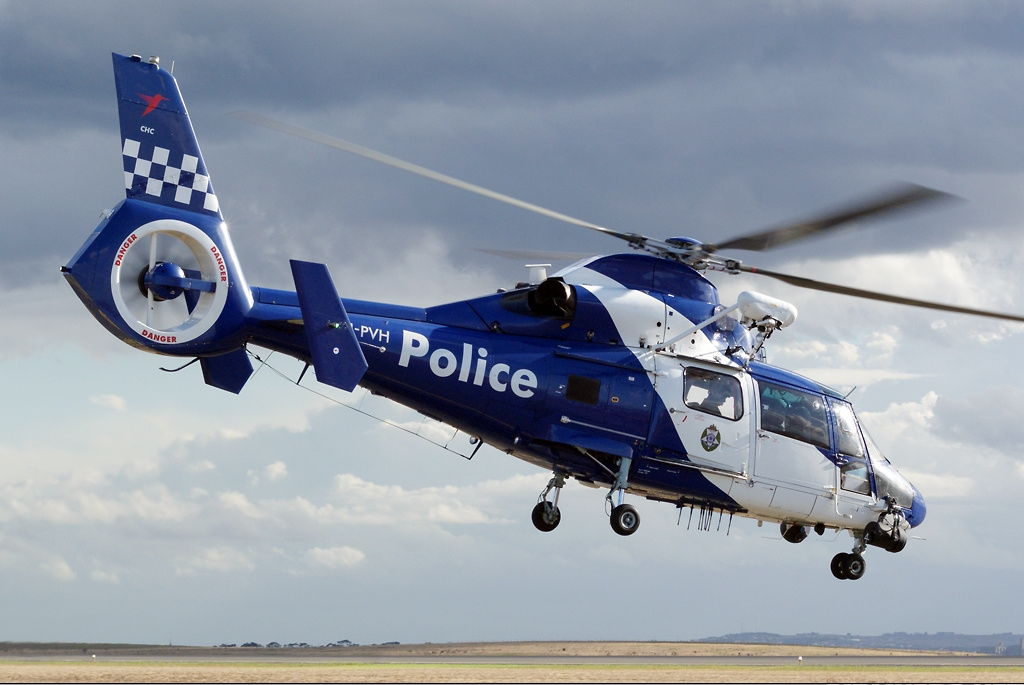
Victoria Police Air Wingの保有するAS 365

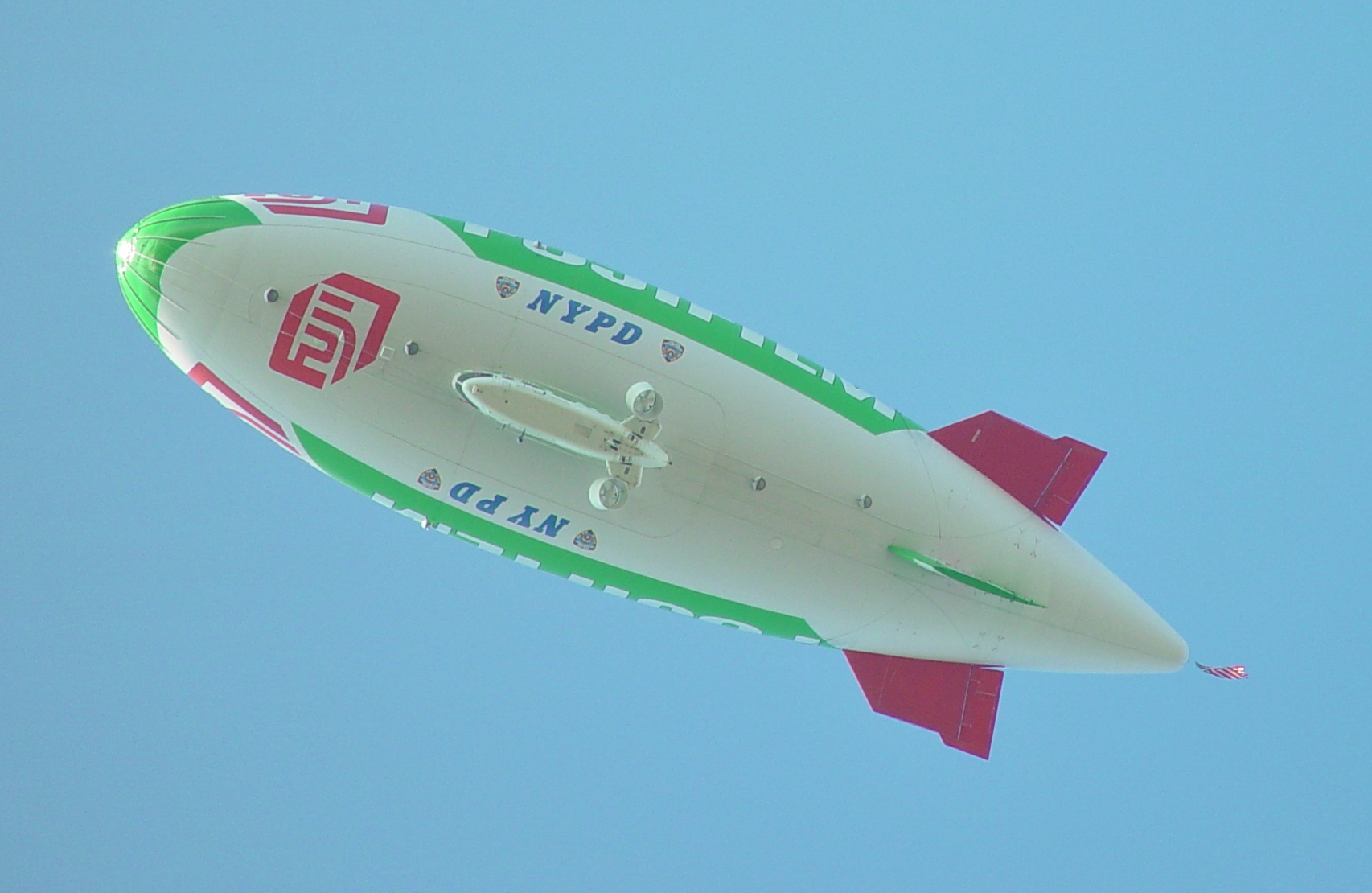
2004年の共和党全国大会でニューヨーク市警が使用した監視飛行船Skyship 600

警察用航空機（けいさつようこうくうき、英語: Police aviation）とは、警察が運用する航空機。

## 説明
主にアメリカ合衆国などの航空大国で、市街地や山岳地帯の警戒・警邏・捜索に使用されている。元々、アメリカでは警察装備にヘリコプターを使用することが多かったが、それが世界各国の警察にも広まった。操縦士は警察官。
アメリカは土地が広大でヘリコプターのみでは間に合わないため、軽飛行機も運用している。これに対して、日本のエアポリスはヘリコプターのみで、飛行機の配備はない。その理由として、島国で山も多く、複雑な地形が多い日本では犯人や行方不明者の捜索に飛行機が適さないためである。

## 世界のエアポリス
- アメリカ合衆国
- イギリス
- フランス
- 日本
- パキスタン
- マレーシア
- 中国
- 韓国
- ロシア

## ICPOにおける飛行装備
ICPO（国際刑事警察機構）は多数のヘリコプターを保有するが、専用飛行機も保有している。主に幹部移送・偵察・捜査・警戒・広域捜索の各任務で運用している。機体はホワイトカラーでICPOの紋章が刻まれている。